# Conaglenberg
Der Conaglenberg ist ein 1900 m hoher Berg in den Bowers Mountains des ostantarktischen Viktorialands. Er ragt nordwestlich des Stanwix Peak am Kopfende des Astapenko-Gletschers auf. 
Wissenschaftler der GANOVEX V (1988–1989) benannten ihn. Namensgeber ist Kevin Conaglen, ein Bergführer bei dieser Expedition.